# Sarah Rijkes
Sarah Rijkes, née le 2 avril 1991 à Waidhofen an der Ybbs, est une coureuse cycliste autrichienne. Elle est championne d'Autriche sur route en 2018.

## Biographie
Le père de Sarah Rijkes est originaire des Pays-Bas et a participé à des courses cyclistes. Elle vit en Belgique et parle couramment le flamand. Elle a étudié la biologie, l'anglais et le sport dans le but d'enseigner dans sa ville natale après sa carrière de cycliste.
Elle est initiée au cyclisme par son père et commence à courir à 15 ans. En 2013, elle est blessée de mai à septembre à la suite d'une chute. En 2014, elle obtient son premier contrat avec une équipe professionnelle. Elle est montée plusieurs fois sur le podium du championnat d'Autriche du contre-la-montre chez les juniors et espoirs.
En 2018, elle devient championne d'Autriche sur route, après avoir terminé troisième en 2016. En 2019, elle rejoint l'équipe dWorld Tour allemande WNT-Rotor.
Elle arrête sa carrière à l'issue de la saison 2022.

## Palmarès

### Par année
- 2008
  - 3e du championnat d'Autriche du contre-la-montre juniors
- 2009
  - 2e du championnat d'Autriche du contre-la-montre juniors
- 2011
  - 2e du championnat d'Autriche du contre-la-montre espoirs
- 2012
  - 2e du championnat d'Autriche du contre-la-montre espoirs
- 2016
  - 3e du championnat d'Autriche sur route
- 2018
  -  Championne d'Autriche sur route
- 2019
  - 3e du championnat d'Autriche du contre-la-montre
- 2020
  - 2e du championnat d'Autriche sur route

### Classements mondiaux
| Année                                 | 2014 | 2015 | 2016 | 2017 | 2018 | 2019 | 2020 | 2021 | 2022 |
| ------------------------------------- | ---- | ---- | ---- | ---- | ---- | ---- | ---- | ---- | ---- |
| Classement UCI                        | 572e | nc   | 451e | nc   | 282e | 435e | 154e | 297e | 417e |
| UCI World Tour                        |      |      | nc   | nc   | 218e | 210e | nc   | nc   | nc   |
|                                       |      |      |      |      |      |      |      |      |      |
| Légende : nc = non classéSource : UCI |      |      |      |      |      |      |      |      |      |